# Bucșani (gmina)
Bucșani – gmina w południowej Rumunii, w okręgu Dymbowica.
W skład gminy wchodzą 4 miejscowości: Bucșani, Hăbeni, Racovița i Rățoaia. Według stanu na rok 2011 liczyła 6864 mieszkańców, zaś w roku 2021 jej liczebność wynosiła 6092 mieszkańców.